# Вилучений капітал
Вилучений капітал — собівартість акцій власної емісії або часток, викуплених товариством у його учасників, та зміни неоплаченого капіталу в результаті збільшення або зменшення дебіторської заборгованості учасників за внесками до статутного капіталу підприємства. Вилучений капітал зменшує величину власного капіталу.
Акціонерне товариство має право викупити в акціонера оплачені ним акції тільки за рахунок сум, що перевищують статутний капітал, для їх наступного перепродажу, розповсюдження серед своїх працівників, анулювання.
| Фінанси | Це незавершена стаття з фінансів. Ви можете допомогти проєкту, виправивши або дописавши її. |